# Nuoto ai Giochi della XXIII Olimpiade
Le gare di nuoto ai Giochi della XXIII Olimpiade si svolsero dal 29 luglio al 4 agosto presso il McDonald's Olympic Swim Stadium di Los Angeles. Il programma prevedeva 29 eventi, 14 femminili e 15 maschili.

## Podi

### Uomini
| Evento                          | Oro | Perform. | Argento                                                                                    | Perform. | Bronzo                                                                                         | Perform. |
| Stile libero                    | |          |                                                                                            |          |                                                                                                |          |
| 100 m (dettagli)                | Rowdy Gaines | 49"80    | Mark Stockwell                                                                             | 50"24    | Per Johansson                                                                                  | 50"31    |
| 200 m (dettagli)                | Michael Groß | 1'47"44  | Michael Heath                                                                              | 1'49"10  | Thomas Fahrner                                                                                 | 1'49"69  |
| 400 m (dettagli)                | George DiCarlo | 3'51"23  | John Mykkanen                                                                              | 3'51"49  | Justin Lemberg                                                                                 | 3'51"79  |
| 1500 m (dettagli)               | Michael Jon O'Brien | 15'05"20 | George DiCarlo                                                                             | 15'10"59 | Stefan Pfeiffer                                                                                | 15'12"11 |
| Dorso                           | |          |                                                                                            |          |                                                                                                |          |
| 100 m (dettagli)                | Rick Carey | 55"79    | David Wilson                                                                               | 56"35    | Mike West                                                                                      | 56"49    |
| 200 m (dettagli)                | Rick Carey | 2'00"23  | Frédéric Delcourt                                                                          | 2'01"75  | Cameron Henning                                                                                | 2'02"37  |
| Rana                            | |          |                                                                                            |          |                                                                                                |          |
| 100 m (dettagli)                | Steve Lundquist | 1'01"65  | Victor Davis                                                                               | 1'01"99  | Peter Evans                                                                                    | 1'02"97  |
| 200 m (dettagli)                | Victor Davis | 2'13"34  | Glenn Beringen                                                                             | 2'15"79  | Étienne Dagon                                                                                  | 2'17"41  |
| Farfalla                        | |          |                                                                                            |          |                                                                                                |          |
| 100 m (dettagli)                | Michael Groß | 53"08    | Pablo Morales                                                                              | 53"23    | Glenn Buchanan                                                                                 | 53"85    |
| 200 m (dettagli)                | Jon Sieben | 1'57"04  | Michael Groß                                                                               | 1'57"40  | Rafael Vidal                                                                                   | 1'57"51  |
| Misti                           | |          |                                                                                            |          |                                                                                                |          |
| 200 m (dettagli)                | Alex Baumann | 2'01"42  | Pablo Morales                                                                              | 2'03"05  | Neil Cochran                                                                                   | 2'04"38  |
| 400 m (dettagli)                | Alex Baumann | 4'17"41  | Ricardo Prado                                                                              | 4'18"45  | Robert Woodhouse                                                                               | 4'20"50  |
| Staffette                       | |          |                                                                                            |          |                                                                                                |          |
| 4x100 m stile libero (dettagli) | Stati Uniti Chris Cavanaugh Michael Heath Rowdy Gaines Matt Biondi Tom Jager* Robin Leamy*                               | 3'19"03  | Australia Greg Fasala Neil Brooks Michael Delany Mark Stockwell                            | 3'19"68  | Svezia Thomas Lejdström Bengt Baron Mikael Örn Per Johansson Rikard Milton* Michael Söderlund* | 3'22"69  |
| 4x200 m stile libero (dettagli) | Stati Uniti Michael Heath David Larson Jeffrey Float Bruce Hayes Geoff Gaberino* Richard Saeger*                         | 7'15"69  | Germania Ovest Thomas Fahrner Dirk Korthals Alexander Schowtka Michael Groß Rainer Henkel* | 7'15"73  | Gran Bretagna Neil Cochran Paul Easter Paul Howe Andrew Astbury'                               | 7'24"78  |
| 4x100 m misti (dettagli)        | Stati Uniti Rick Carey Steve Lundquist Pablo Morales Rowdy Gaines Dave Wilson* Richard Schroeder* Mike Heath* Tom Jager* | 3'39"30  | Canada Mike West Victor Davis Thomas Ponting Donald Goss                                   | 3'43"23  | Australia Mark Kerry Peter Evans Glenn Buchanan Mark Stockwell Jon Sieben* Neil Brooks*'       | 3'43"25  |

Nota: * indica i nuotatori che hanno gareggiato solamente in batteria.

### Donne
| Evento                          | Oro | Perform. | Argento                                                                                       | Perform.      | Bronzo                                                                      | Perform. |
| Stile libero                    | |          |                                                                                               |               |                                                                             |          |
| 100 m (dettagli)                | Nancy Hogshead Carrie Steinseifer | 55"92    | Non assegnata                                                                                 | Non assegnata | Annemarie Verstappen                                                        | 56"08    |
| 200 m (dettagli)                | Mary Wayte | 1'59"23  | Cynthia Woodhead                                                                              | 1'59"50       | Annemarie Verstappen                                                        | 1'59"69  |
| 400 m (dettagli)                | Tiffany Cohen | 4'07"10  | Sarah Hardcastle                                                                              | 4'10"27       | June Croft                                                                  | 4'11"49  |
| 800 m (dettagli)                | Tiffany Cohen | 8'24"95  | Michele Richardson                                                                            | 8'30"73       | Sarah Hardcastle                                                            | 8'32"60  |
| Dorso                           | |          |                                                                                               |               |                                                                             |          |
| 100 m (dettagli)                | Theresa Andrews | 1'02"55  | Betsy Mitchell                                                                                | 1'02"63       | Jolanda de Rover                                                            | 1'02"91  |
| 200 m (dettagli)                | Jolanda de Rover | 2'12"38  | Amy White                                                                                     | 2'13"04       | Aneta Pătrășcoiu                                                            | 2'13"29  |
| Rana                            | |          |                                                                                               |               |                                                                             |          |
| 100 m (dettagli)                | Petra van Staveren | 1'09"88  | Anne Ottenbrite                                                                               | 1'10"69       | Catherine Poirot                                                            | 1'10"70  |
| 200 m (dettagli)                | Anne Ottenbrite | 2'30"38  | Susan Rapp                                                                                    | 2'31"15       | Ingrid Lempereur                                                            | 2'31"40  |
| Farfalla                        | |          |                                                                                               |               |                                                                             |          |
| 100 m (dettagli)                | Mary T. Meagher | 59"26    | Jenna Johnson                                                                                 | 1'00"19       | Karin Seick                                                                 | 1'01"36  |
| 200 m (dettagli)                | Mary T. Meagher | 2'06"90  | Karen Phillips                                                                                | 2'10"56       | Ina Beyermann                                                               | 2'11"91  |
| Misti                           | |          |                                                                                               |               |                                                                             |          |
| 200 m (dettagli)                | Tracy Caulkins | 2'12"64  | Nancy Hogshead                                                                                | 2'15"17       | Michelle Pearson                                                            | 2'15"92  |
| 400 m (dettagli)                | Tracy Caulkins | 4'39"24  | Suzanne Landells                                                                              | 4'48"30       | Petra Zindler                                                               | 4'48"57  |
| Staffette                       | |          |                                                                                               |               |                                                                             |          |
| 4x100 m stile libero (dettagli) | Stati Uniti Jenna Johnson Carrie Steinseifer Dara Torres Nancy Hogshead Jill Sterkel* Mary Wayte*                                        | 3'43"43  | Paesi Bassi Annemarie Verstappen Elles Voskes Desi Reijers Conny van Bentum Wilma van Velsen* | 3'44"40       | Germania Ovest Iris Zscherpe Susanne Schuster Christiane Pielke Karin Seick | 3'45"56  |
| 4x100 m misti (dettagli)        | Stati Uniti Theresa Andrews Tracy Caulkins Mary T. Meagher Nancy Hogshead Betsy Mitchell* Susan Rapp* Jenna Johnson* Carrie Steinseifer* | 4'08"34  | Germania Ovest Svenja Schlicht Ute Hasse Ina Beyermann Karin Seick                            | 4'11"97       | Canada Reema Abdo Anne Ottenbrite Michelle MacPherson Pamela Rai            | 4'10"49  |

Nota: * indica i nuotatori che hanno gareggiato solamente in batteria.

## Medagliere
| Pos.   | Paese          | Oro | Argento | Bronzo | Totale |
| ------ | -------------- | --- | ------- | ------ | ------ |
| 1      | Stati Uniti    | 21  | 13      | 0      | 34     |
| 2      | Canada         | 4   | 3       | 3      | 10     |
| 3      | Germania Ovest | 2   | 3       | 6      | 11     |
| 4      | Paesi Bassi    | 2   | 1       | 3      | 6      |
| 5      | Australia      | 1   | 5       | 6      | 12     |
| 6      | Regno Unito    | 0   | 1       | 4      | 5      |
| 7      | Francia        | 0   | 1       | 1      | 2      |
| 8      | Brasile        | 0   | 1       | 0      | 1      |
| 9      | Svezia         | 0   | 0       | 2      | 2      |
| 10     | Belgio         | 0   | 0       | 1      | 1      |
| 10     | Romania        | 0   | 0       | 1      | 1      |
| 10     | Svizzera       | 0   | 0       | 1      | 1      |
| 10     | Venezuela      | 0   | 0       | 1      | 1      |
| Totale | Totale         | 30  | 28      | 29     | 87     |